# Phytomyza sedi
Phytomyza sedi är en tvåvingeart som beskrevs av Johann Heinrich Kaltenbach 1869. Phytomyza sedi ingår i släktet Phytomyza och familjen minerarflugor.
Artens utbredningsområde är Tyskland. Inga underarter finns listade i Catalogue of Life.